# 贺祥珠
贺祥珠，江西人，清朝政治人物。曾于1748年接替赵酉任宝山县知县一职，1749年由孙循徽接任。